# Центральный (Долгопрудный)
Центральный — микрорайон города областного подчинения Долгопрудного в Московской области России.
Расположен между Лихачёвским проспектом (с запада), Дирижабельной улицей (с востока), Новым бульваром (с севера) и проспектом Ракетостроителей (с юга). Ранее на этом месте находилось неиспользуемое лётное поле Долгопрудненского машиностроительного завода. 
На фотографии, сделанной с Лихачёвского проспекта видны (в порядке удаления):
- На переднем плане — торговый центр «Конфитюр»
- За ним — дом 66 кор. 1 (первая светлая башня)
- Дальше вдоль проспекта — парковка.
- Дом 68, кор. 1 (первая красная башня)
- Дом 70, кор. 1 (вторая красная башня)
- Дом 74, кор. 1 (вторая светлая башня)
- Дом 76, кор. 1 (третья светлая башня)

В микрорайоне идёт активное строительство — на 24.08.10 строится 6 новых корпусов и детский сад. 
По состоянию на март 2017 года активно застраивается часть микрорайона, прилегающая к Новому бульвару, в частности несколько домов серии И155-МК. В декабре 2018 года эти дома по адресу Новый бульвар, д. 7, 9 и 11 введены в эксплуатацию, с января 2019 года идет процесс заселения. 
Вопросы химического загрязнения городской среды ЭЖР Куркино, района «Центральный» г. Долгопрудный рассматривал в диссертации аспирант М.С. Мягков.

## Бульвар между домами 70 и 74 на Лихачёвке
В конце 2013 года между домами 70 и 74 на Лихачёвском шоссе начали благоустраивать бульвар: сделали парковочные карманы для автомобилей, заасфальтировали пешеходную дорожку, установили фонарные столбы. В мае-июне 2014 года на бульваре высадили деревья (клён и липа), установили скамейки, в начале бульвара, недалеко от дороги (Лихачёвское шоссе) поставили детскую площадку.  